# Ice Pickin'
《Ice Pickin'》은 1978년 발매된 미국의 블루스 음악가 앨버트 콜린스의 스튜디오 음반이다. 이 음반은 콜린스의 획기적인 음반이었고, 1979년 그래미 어워드 후보에 올랐다.

## 배경
콜린스가 새로 계약한 레이블 엘리게이터 레코드에 의해 발매되었으며, 이후 콜린스는 1980년대 후반 버진 레코드의 포인트 블랭크로 이적할 때까지 엘리게이터와 함께 녹음 활동을 이어갔다. 콜린스의 이전 작업은 기악에 중점을 두었지만, 이번 작업에서는 두 곡의 기악곡만 있을 뿐 콜린스 자신의 보컬도 강조되었다. 〈Conversation with Collins〉는 1969년 콜린스가 임페리얼 레코드에서 녹음한 노래를 재연한 것이다.

## 녹음
이 음반은 시카고의 커톰 스튜디오에서 녹음되었다. 《가디언》은 콜린스의 기타 연주에 대해 "콜린스는 D단조 코드에 맞추고 날카롭고 찬란한 효과를 얻기 위해 목 위로 카포를 사용하는 매우 독특한 접근법을 개발했으며, 그의 밴드 아이스브레이커스의 이름에 반영된 그의 '얼음처럼 차갑고 시트 메탈 사운드'를 달성했습니다"라고 썼다.

## 평가
| 전문가 평가                           | 전문가 평가 |
| 평가 점수                             | 평가 점수   |
| 출처                                  | 점수        |
| ------------------------------------- | ----------- |
| AllMusic                              | [ 11 ]      |
| Christgau's Record Guide              | A−          |
| The Encyclopedia of Popular Music     | [ 4 ]       |
| The Penguin Guide to Blues Recordings | + “Crown”   |
| The Rolling Stone Album Guide         | [ 14 ]      |

《멜로디 메이커》는 몽트뢰 재즈 페스티벌과 마찬가지로 1978년 최고의 블루스 음반으로 여겼다.

## 곡 목록
| #  | 제목                                       | 작사·작곡                                      | 재생 시간 |
| -- | ------------------------------------------ | ---------------------------------------------- | --------- |
| 1. | 〈Honey, Hush! (Talking Woman Blues)〉     | 로웰 풀슨, 퍼디낸드 워싱턴                     | 4:28      |
| 2. | 〈When the Welfare Turns Its Back on You〉 | 루시어스 포터 위버, 소니 톰슨                  | 5:26      |
| 3. | 〈Ice Pick〉                               | 앨버트 콜린스                                  | 3:08      |
| 4. | 〈Cold, Cold Feeling〉                     | 제시 메이 로빈슨                               | 5:19      |
| 5. | 〈Too Tired〉                              | 사울 비하리, 맥스웰 데이비스, 조니 "기타" 왓슨 | 3:00      |
| 6. | 〈Master Charge〉                          | 그웬 콜린스                                    | 5:12      |
| 7. | 〈Conversation with Collins〉              | A. 콜린스                                      | 8:52      |
| 8. | 〈Avalanche〉                              | A. 콜린스                                      | 2:39      |